# Kypello Ellados 1973-1974
La Coppa di Grecia 1973-1974 è stata la 32ª edizione del torneo. La competizione è terminata il 16 giugno 1974. Il PAOK ha vinto il trofeo per la seconda volta, battendo in finale l'Olympiacos.

## Primo turno
| Squadra 1          | Risultato         | Squadra 2            |
| ------------------ | ----------------- | -------------------- |
| Panaitōlikos       | 4 – 1             | Anagennisi Arta      |
| Ikaros Atene       | 1 – 1 (5 – 3 dtr) | Panaspropyrgiakos    |
| Korinthos          | 0 – 2             | Panelefsiniakos      |
| Panarkadikos       | 1 – 0             | Panaigialeios        |
| Koropi             | 0 – 0 (3 – 4 dtr) | Aias Salamina        |
| Vyzas              | 2 – 1             | Argonaftis Pireo     |
| Rodos              | 1 – 0             | Fivos Kremastis      |
| Ionikos            | 1 – 1 (1 – 3 dtr) | Acharnaïkos          |
| Proodeftikī        | 1 – 0             | Kallithea            |
| Achille Farsala    | 2 – 1             | Anagennīsī Giannitsa |
| Nestos Chrysoupoli | 0 – 2 a tav.      | Pandramaïkos         |
| Edessaïkos         | 2 – 1             | Almopos Arideas      |
| Makedonikos        | 1 – 1 (3 – 5 dtr) | Finikas Polichni     |
| Niki Polygyros     | 0 – 5             | Nea Moudania         |

## Turno addizionale
| Squadra 1    | Risultato | Squadra 2                |
| ------------ | --------- | ------------------------ |
| Pandramaïkos | 1 – 0     | Ethnikos Alexandroupolis |

## Trentaduesimi di finale
| Squadra 1          | Risultato         | Squadra 2           |
| ------------------ | ----------------- | ------------------- |
| Panachaïkī         | 2 – 0             | Panarkadikos        |
| Proodeftikī        | 2 – 0             | Pannafpliakos       |
| Panathīnaïkos      | 4 – 0             | Rouf                |
| Ethnikos Pireo     | 2 – 0 a tav.      | Apollon Mytilenes   |
| Olympiacos         | 3 – 0             | Petralona           |
| Kalamata           | 2 – 0 a tav.      | Ikaros Atene        |
| AEK Atene          | 3 – 0             | Olympiakos Liosia   |
| Panelefsiniakos    | 1 – 2 (dts)       | Panargeiakos        |
| Apollōn Smyrnīs    | 2 – 0             | Syro                |
| Aias Salamina      | 2 – 0 (dts)       | AO Chania           |
| Egaleo             | 3 – 2             | Rodos               |
| Paniōnios          | 2 – 0 a tav.      | APOEL               |
| Īlisiakos          | 0 – 0 (4 – 3 dtr) | Atromitos Pireo     |
| Atromītos          | 4 – 0             | Panīleiakos         |
| OFI Creta          | 2 – 0 a tav.      | Vyzas               |
| Fostiras           | 3 – 1             | Acharnaïkos         |
| Kerkyra            | 1 – 2             | Panaitōlikos        |
| PAS Giannina       | 2 – 0             | Karditsa            |
| Trikala            | 4 – 0             | Achille Farsala     |
| Lamia              | 3 – 0             | Nikī Volo           |
| Larissa            | 3 – 2             | Levadeiakos         |
| Doxa Dramas        | 2 – 1 (dts)       | Panserraïkos        |
| Chalkis            | 1 – 0             | GAS Veria           |
| Olympiakos Volos   | 2 – 1             | Anagennīsī Karditsa |
| Nea Moudania       | 2 – 1             | Kilkisiakos         |
| Anagennīsī Epanomī | 1 – 0             | Apollōn Kalamarias  |
| Īraklīs            | 3 – 0             | Skoda Xanthi        |
| PAOK               | 5 – 0             | Kastoria            |
| Naoussa            | 1 – 0             | Edessaïkos          |
| Kavala             | 4 – 0             | Panthrakikos        |
| Arīs Salonicco     | 4 – 0             | Pandramaïkos        |
| Pierikos           | 3 – 1             | Finikas Polichni    |

## Sedicesimi di finale
| Squadra 1       | Risultato         | Squadra 2          |
| --------------- | ----------------- | ------------------ |
| Paniōnios       | 2 – 0             | OFI Creta          |
| Olympiacos      | 5 – 2             | Proodeftikī        |
| Apollōn Smyrnīs | 4 – 1             | Aias Salamina      |
| Fostiras        | 1 – 4             | Egaleo             |
| AEK Atene       | 0 – 0 (4 – 3 dtr) | Atromītos          |
| Panathīnaïkos   | 6 – 1             | Kalamata           |
| Panachaïkī      | 4 – 1             | Panargeiakos       |
| Ethnikos Pireo  | 2 – 0 a tav.      | Īlisiakos          |
| Panaitōlikos    | 0 – 1             | PAS Giannina       |
| Lamia           | 1 – 1             | Chalkis            |
| Larissa         | 3 – 0             | Anagennīsī Epanomī |
| Pierikos        | 2 – 1             | Olympiakos Volos   |
| Īraklīs         | 3 – 1             | Trikala            |
| PAOK            | 7 – 2             | Nea Moudania       |
| Doxa Dramas     | 0 – 0 (8 – 7 dtr) | Kavala             |
| Arīs Salonicco  | 3 – 1             | Naoussa            |

## Ottavi di finale
| Squadra 1       | Risultato         | Squadra 2     |
| --------------- | ----------------- | ------------- |
| PAOK            | 3 – 1             | AEK Atene     |
| PAS Giannina    | 2 – 1             | Chalkis       |
| Olympiacos      | 3 – 0             | Īraklīs       |
| Doxa Dramas     | 0 – 2 a tav.      | Egaleo        |
| Apollōn Smyrnīs | 0 – 0 (2 – 3 dtr) | Pierikos      |
| Arīs Salonicco  | 0 – 1             | Panathīnaïkos |
| Panachaïkī      | 2 – 0             | Larissa       |
| Ethnikos Pireo  | 0 – 0 (2 – 4 dtr) | Paniōnios     |

## Quarti di finale
| Squadra 1  | Risultato   | Squadra 2     |
| ---------- | ----------- | ------------- |
| Pierikos   | 2 – 1       | PAS Giannina  |
| Olympiacos | 3 – 0       | Paniōnios     |
| Panachaïkī | 1 – 2 (dts) | Panathīnaïkos |
| PAOK       | 2 – 0       | Egaleo        |

## Semifinali
| Squadra 1  | Risultato | Squadra 2     |
| ---------- | --------- | ------------- |
| Pierikos   | 0 – 1     | PAOK          |
| Olympiacos | 1 – 0     | Panathīnaïkos |

## Finale
| Arbitro: | Walter Hungerbühler ( Svizzera) |

|                                               |                      |                                                 |
| Triantafyllos 19’ Kritikopoulos 79’           | Marcatori            | 50’ Paridis 72’ (rig.) Aslanidis                |
| Papadimitriou Poupakis Persidis Glezos Siokos | Tiri di rigore 3 – 4 | Sarafis Paridis Koudas Anastasiadis Apostolidis |